# Denis d'Inès
Denis d'Inès (1 de septiembre de 1885 – 25 de octubre de 1968) fue un actor y director teatral, además de intérprete cinematográfico, de nacionalidad francesa.

## Biografía
Su verdadero nombre era Joseph-Victor-Octave Denis, y nació en París, Francia.
Denis D'Inès ingresó en la Comédie-Française en 1914, siendo miembro de la misma desde 1920 a 1953, y administrador general interino en 1945. En dicha institución, dirigió la puesta en escena de diferentes piezas.
Denis D'Inès falleció en París en 1968.

## Teatro

### Ajeno aComédie-Française
- 1905 : Vers l'amour, de Léon Gandillot, escenografía de André Antoine, Théâtre Antoine
- 1908 : Parmi les pierres, de Hermann Sudermann, Teatro del Odéon
- 1909 : La Mort de Pan, de Alexandre Arnoux, escenografía de André Antoine, Teatro del Odéon
- 1909 : Beethoven, de René Fauchois, escenografía de André Antoine, Teatro del Odéon
- 1909 : Les Grands, de Pierre Veber y Serge Basset, Teatro del Odéon
- 1909 : La Bigote, de Jules Renard, escenografía de André Antoine, Teatro del Odéon
- 1910 : Cœur maternel, de Oscar Franck, escenografía de André Antoine, Teatro del Odéon
- 1911 : L'Armée dans la ville, de Jules Romains, escenografía de André Antoine, Teatro del Odéon
- 1911 : Rivoli, de René Fauchois, Teatro del Odéon
- 1911 : Musotte, de Guy de Maupassant et Jacques Normand, Teatro del Odéon
- 1912 : La Foi, de Eugène Brieux, Teatro del Odéon
- 1912 : Troilo y Crésida, de William Shakespeare, escenografía de André Antoine, Teatro del Odéon
- 1912 : L'Honneur japonais, de Paul Anthelme, Teatro del Odéon
- 1912 : Le Double Madrigal, de Jean Auzanet, escenografía de André Antoine, Teatro del Odéon
- 1912 : Fausto, de Johann Wolfgang von Goethe, Teatro del Odéon
- 1913 : La Maison divisée, de André Fernet, Teatro del Odéon
- 1913 : Rachel, de Gustave Grillet, Teatro del Odéon
- 1913 : La Rue du Sentier, de Pierre Decourcelle y André Maurel, Teatro del Odéon
- 1914 : Le Bourgeois aux champs, de Eugène Brieux, Teatro del Odéon
- 1917 : Manon en voyage, de Jules Massenet y Claude Terrasse, Théâtre Édouard VII

### Comédie-Française
- Ingreso en la Comédie-Française en 1914
- Miembro de la Comédie-Française número 361 desde 1920 a 1953
- Administrador de la Comédie-Française desde el 1 de julio de 1945 a octubre de 1945
- Decano desde 1945 a 1953
- Miembro honorario en 1954

- 1914 : Le Prince charmant, de Tristan Bernard
- 1919 : L'Hérodienne, de Albert du Bois
- 1920 : La Fille de Roland, de Henri de Bornier
- 1920 : L'Amour médecin, de Molière
- 1920 : Romeo y Julieta, de William Shakespeare
- 1920 : Le Repas du lion, de François de Curel
- 1920 : Les Deux Écoles, de Alfred Capus
- 1920 : Barberine, de Alfred de Musset, escenografía de Émile Fabre
- 1921 : La Robe rouge, de Eugène Brieux
- 1921 : La Coupe enchantée, de Jean de La Fontaine y Champmeslé
- 1921 : Les Fâcheux, de Molière
- 1921 : Monsieur de Pourceaugnac, de Molière
- 1921 : Un ami de jeunesse, de Edmond Sée
- 1922 : Don Juan, de Molière
- 1922 : Marion Delorme, de Victor Hugo
- 1922 : Vautrin, de Edmond Guiraud a partir de  Honoré de Balzac
- 1923 : Le Dépit amoureux, de Molière
- 1923 : Un homme en marche, de Henry Marx
- 1924 : Molière et son ombre, de Jacques Richepin
- 1924 : Quitte pour la peur, de Alfred de Vigny
- 1924 : Manon, de Fernand Nozière, Théâtre de la Gaîté
- 1925 : Bettine, de Alfred de Musset
- 1925 : Hedda Gabler, de Henrik Ibsen
- 1925 : Maître Favilla, de Jules Truffier a partir de George Sand
- 1927 : La Torche sous le boisseau, de Gabriele D'Annunzio
- 1933 : Coriolano, de William Shakespeare, escenografía de Émile Fabre
- 1935 : Madame Quinze, de Jean Sarment, escenografía del autor
- 1935 : Lucrèce Borgia, de Victor Hugo, escenografía de Émile Fabre
- 1936 : La Rabouilleuse, de Émile Fabre a partir de Honoré de Balzac, escenografía de Émile Fabre
- 1938 : El burgués gentilhombre, de Molière, escenografía de Denis d'Inès
- 1938 : Tricolore, de Pierre Lestringuez, escenografía de Louis Jouvet
- 1939 : Las bodas de Fígaro, de Pierre-Augustin de Beaumarchais, escenografía de Charles Dullin
- 1939 : Cyrano de Bergerac, de Edmond Rostand, escenografía de Pierre Dux
- 1939 : Le Jeu de l'amour et de la mort, de Romain Rolland, escenografía de Denis d'Inès
- 1940 : On ne badine pas avec l'amour, de Alfred de Musset, escenografía de Pierre Bertin
- 1940 : Noche de reyes, de William Shakespeare, escenografía de Jacques Copeau
- 1941 : Lucrèce Borgia, de Victor Hugo, escenografía de Émile Fabre
- 1941 : Léopold le bien-aimé, de Jean Sarment, escenografía de Pierre Dux
- 1941 : La Farsa de Maître Pathelin
- 1942 : Gringoire, de Théodore de Banville, escenografía de Denis d'Inès
- 1943 : Vidocq chez Balzac, de Émile Fabre a partir de Honoré de Balzac, escenografía de Émile Fabre
- 1943 : Boubouroche, de Georges Courteline
- 1943 : Courteline au travail, de Sacha Guitry
- 1944 : La Seconde Surprise de l'amour, de Pierre de Marivaux, escenografía de Pierre Bertin
- 1944 : El burgués gentilhombre, de Molière, escenografía de Pierre Bertin
- 1944 : El enfermo imaginario, de Molière, escenografía de Jean Meyer
- 1945 : Antonio y Cleopatra, de William Shakespeare, escenografía de Jean-Louis Barrault
- 1946 : Le Voyage de monsieur Perrichon, de Eugène Labiche y Édouard Martin, escenografía de Jean Meyer
- 1946 : Las bodas de Fígaro, de Pierre-Augustin de Beaumarchais, escenografía de Jean Meyer
- 1947 : Ruy Blas, de Victor Hugo, escenografía de Pierre Dux
- 1950 : Un conte d'hiver, de William Shakespeare, escenografía de Julien Bertheau
- 1951 : L'Arlésienne, de Alphonse Daudet, escenografía de Julien Bertheau, Teatro del Odéon
- 1951 : Madame Sans Gêne, de Victorien Sardou, escenografía de Georges Chamarat
- 1951 : El burgués gentilhombre, de Molière, escenografía de Jean Meyer
- 1952 : Las nubes, de Aristófanes, escenografía de Socrato Carandinos
- 1952 : Romeo y Julieta, de William Shakespeare, escenografía de Julien Bertheau

### Director
- 1938 : El burgués gentilhombre, Comédie-Française
- 1939 : Le Jeu de l'amour et de la mort, de Romain Rolland, Comédie-Française
- 1942 : Gringoire, de Théodore de Banville, Comédie-Française
- 1945 : Une visite de noces, de Alexandre Dumas (hijo), Comédie-Française
- 1948 : Lucrèce Borgia, de Victor Hugo, Comédie-Française

## Filmografía
- 1910 : Hop-Frog, de Henri Desfontaines
- 1910 : Le Scarabée d'or, de Henri Desfontaines
- 1911 : Falstaff, de Henri Desfontaines
- 1911 : La Mégère apprivoisée, de Henri Desfontaines
- 1911 : Le Roman de la momie, de Henri Desfontaines
- 1911 : Olivier Cromwell, de Henri Desfontaines
- 1913 : Shylock, de Henri Desfontaines
- 1938 : La Tragédie impériale, de Marcel l'Herbier
- 1938 : Le Héros de la Marne, de André Hugon
- 1939 : La Brigade sauvage, de Jean Dréville
- 1943 : La Malibran, de Sacha Guitry
- 1945 : Boule de suif, de Christian-Jaque
- 1948 : Cartouche, roi de Paris, de Guillaume Radot
- 1948 : D'homme à hommes, de Christian-Jaque
- 1948 : Le Diable boiteux, de Sacha Guitry
- 1950 : Véronique, de Robert Vernay
- 1950 : Les Deux Gamines, de Maurice de Canonge
- 1951 : Paris chante toujours, de Pierre Montazel
- 1951 : Nez de cuir, de Yves Allégret
- 1951 : Procès au Vatican, de André Haguet
- 1953 : L'affaire Maurizius, de Julien Duvivier
- 1954 : Madame du Barry, de Christian-Jaque
- 1954 : Napoléon, de Sacha Guitry
- 1955 : Si Paris nous était conté, de Sacha Guitry
- 1955 : Le Souffle de la liberté, de Clemente Fracassi
- 1958 : Drôles de phénomènes, de Robert Vernay